# Perigrapha albilinea
Perigrapha albilinea är en fjärilsart som beskrevs av Max Wilhelm Karl Draudt 1950. Perigrapha albilinea ingår i släktet Perigrapha och familjen nattflyn. Inga underarter finns listade i Catalogue of Life.